# Diverticule de Zenker
 Mise en garde médicale
En anatomie, un diverticule de Zenker est un diverticule (une poche) de pulsion qui se forme au-dessus du sphincter œsophagien supérieur entre le faisceau thyroïdien du muscle constricteur inférieur et le faisceau cricoïdien du muscle constricteur inférieur (aussi appelé muscle cricopharyngien).

## Causes
Sa présence est due à une hypertonie du muscle crico-pharyngé (sphincter oesophagien supérieur (SSO)). 

## Diagnostic

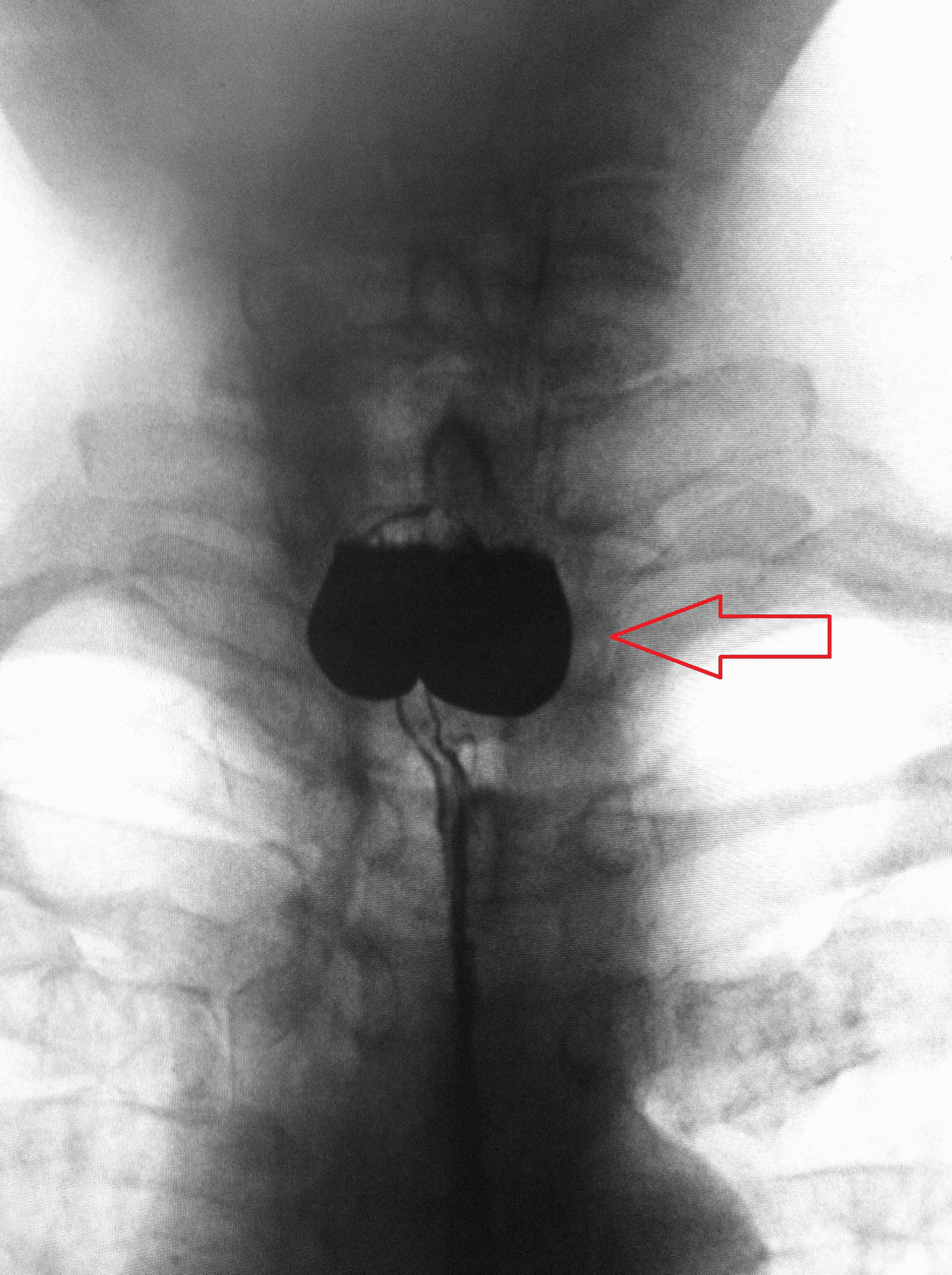
Radiographie où on voit une diverticule de Zenker.

Le diagnostic est radiologique. Aujourd'hui l'imagerie de première intention à effectuer est un scanner cervico-thoraco-abdomino-pelvien avec opacification digestive haute ainsi qu'injection de produit de contraste. Le transit œso-gastro-duodénal historiquement utilisé qui visualise le diverticule sous forme d'une image d'addition du tiers supérieur de l'œsophage n'a pratiquement plus d'indication à l'heure actuelle en raison de la meilleure précision de l'examen TDM. 
L'endoscopie œso-gastro-duodénale est quant à elle classiquement contre-indiquée car dangereuse, avec un risque de perforation du diverticule au moment de l'introduction de l'endoscope dans la bouche œsophagienne.

## Traitement
Le traitement consiste soit en une chirurgie (résection du diverticule associée à une section du muscle crico-pharyngien), soit de plus en plus souvent en un traitement endoscopique avec résection du septum séparant le diverticule de l'œsophage.
Il doit son nom à Friedrich Albert von Zenker.